# Maria Martental

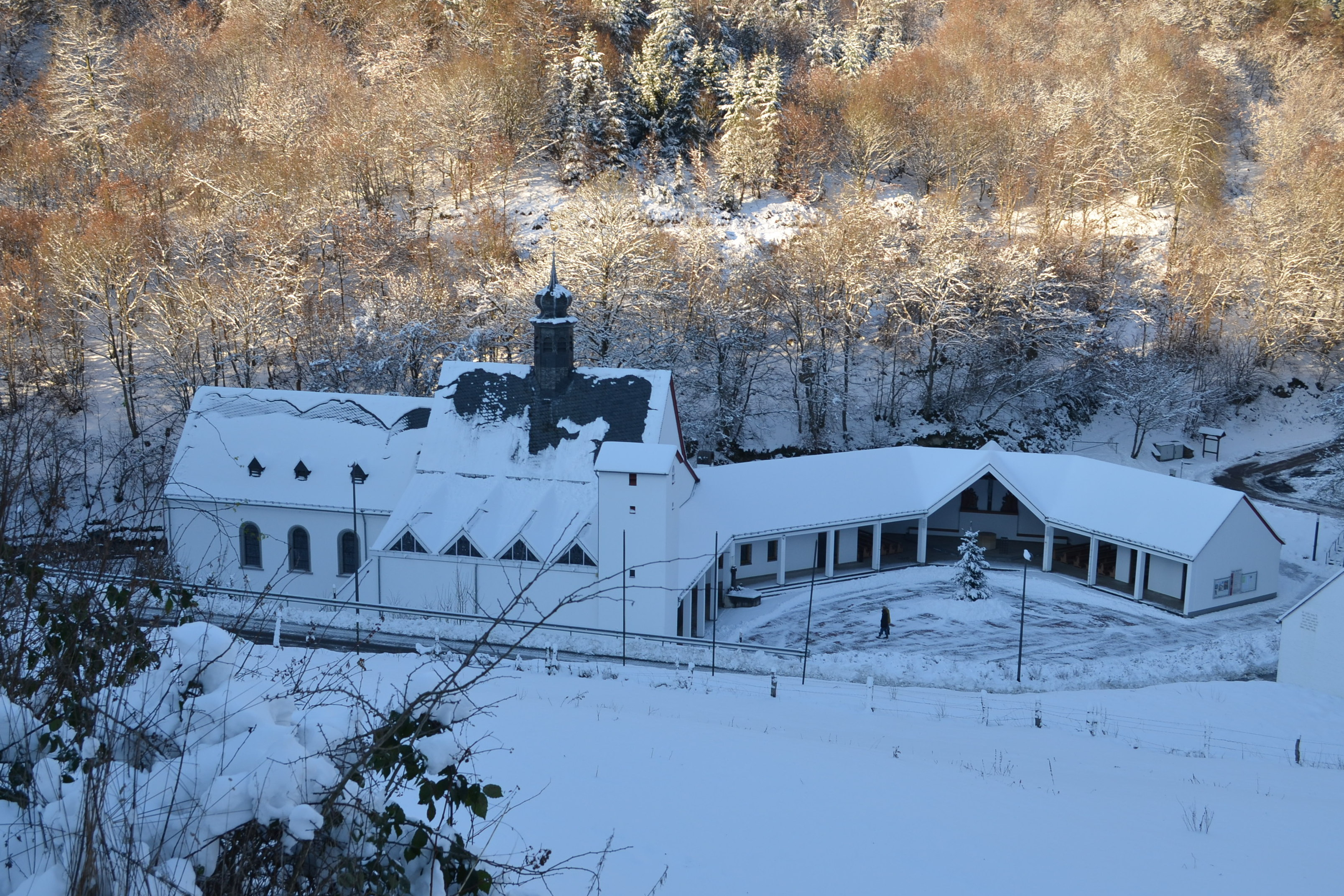
Gesamtansicht der Kirche Maria Martental mit Pilgeraltar

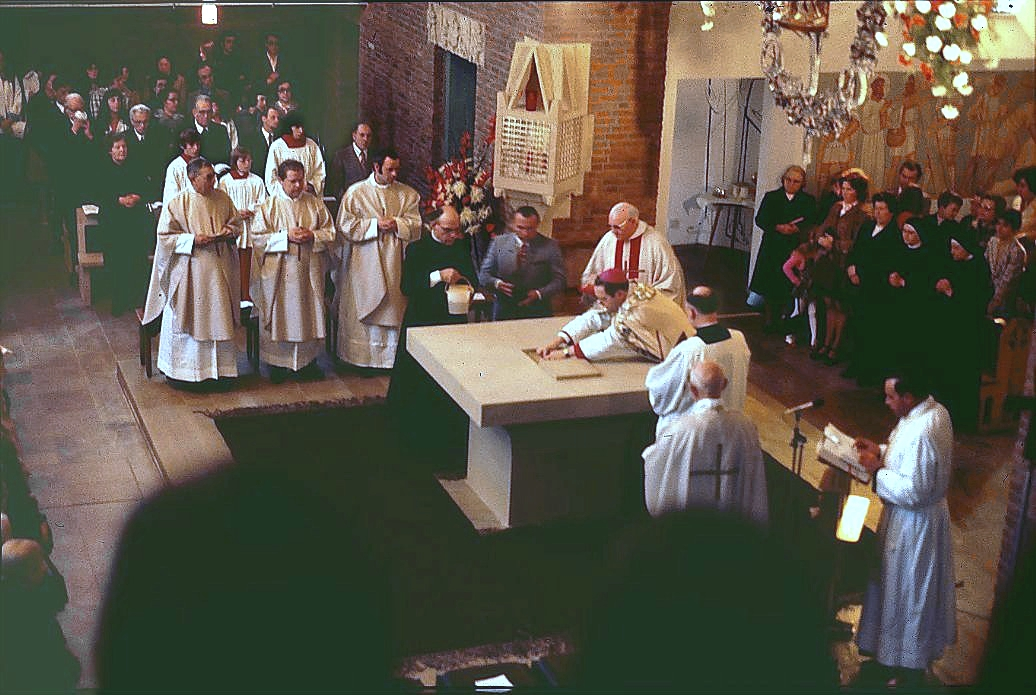
Altarweihe 1975

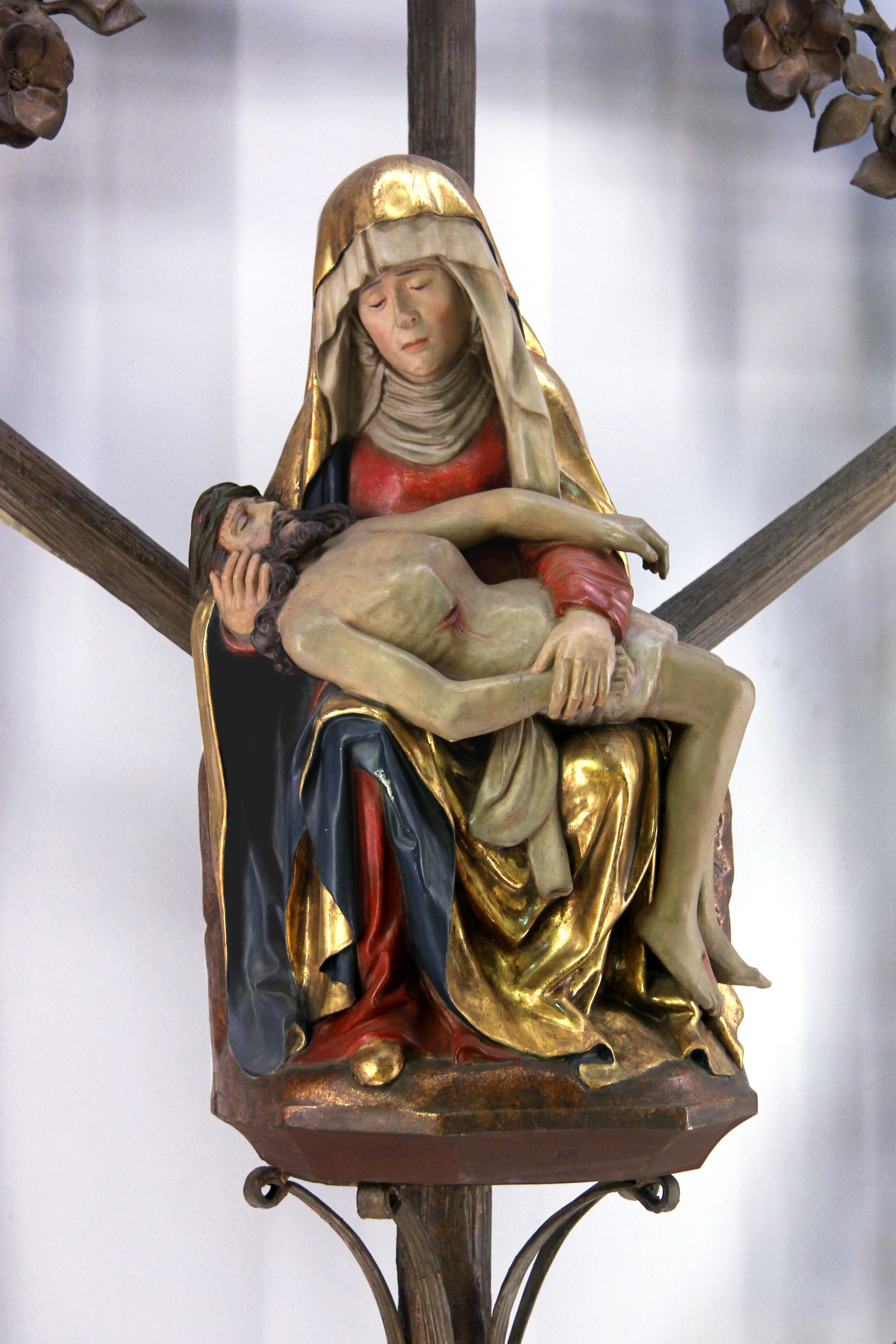
Gnadenbild

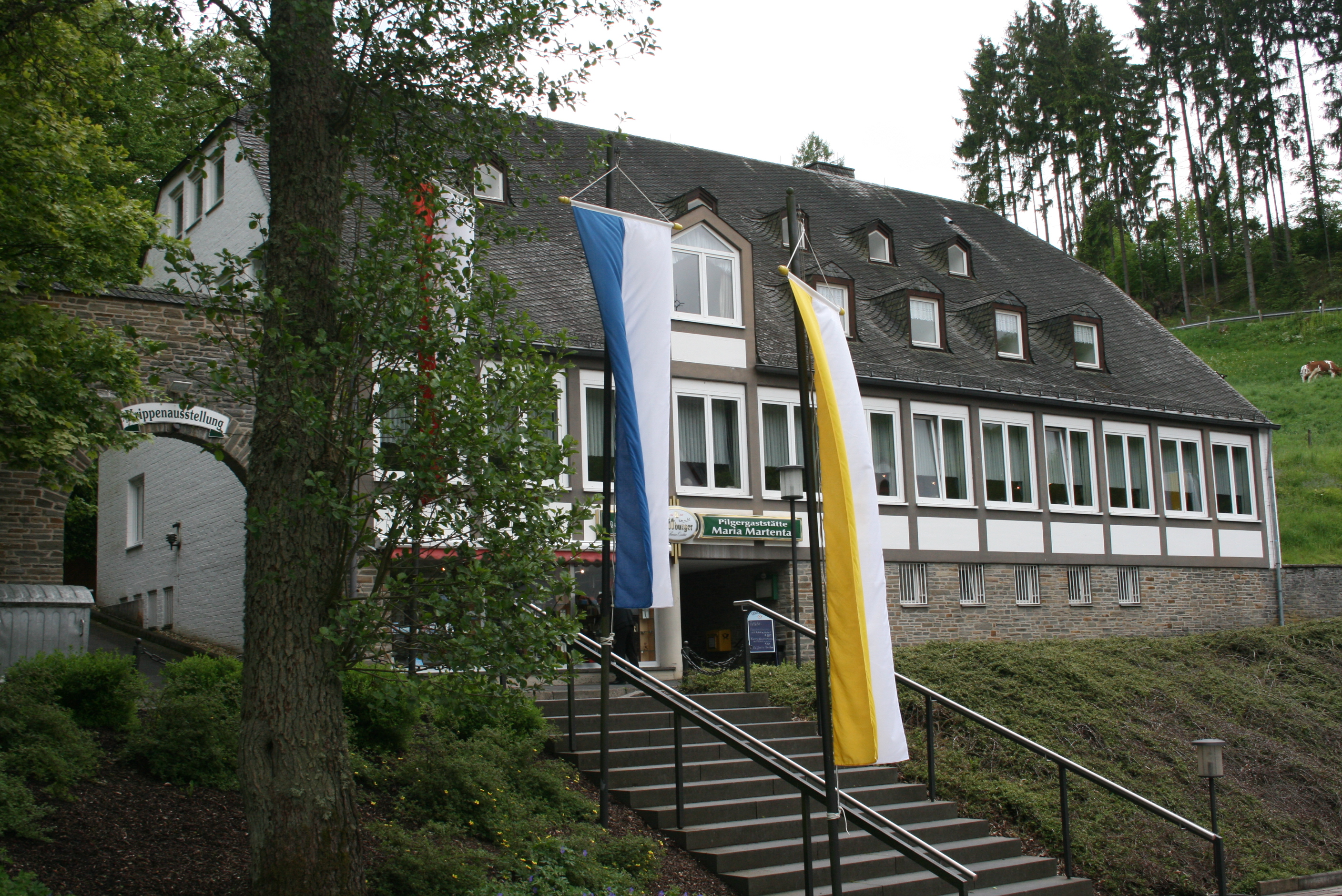
Pilgergaststätte Kloster Maria Martental

Die Wallfahrtskirche Maria Martental steht in Rheinland-Pfalz rund 1,5 km südlich von Leienkaul, Landkreis Cochem-Zell (bis 2004 Teil der Gemeinde Laubach), oberhalb dem Tal des Mosel-Zuflusses Endert.

## Geschichte

### Mittelalter
Vermutlich um 1141 wurde Maria Mendartental (Martyldal) vom Augustinerchorherrenstift Springiersbach aus gegründet. Bezeugt sind dort zunächst Chorherren, die 1141 von Erzbischof Arnold I. einen Berg beim nahen Cochem-Sehl geschenkt bekamen. Der römisch-deutsche König Konrad III. bzw. Papst Eugen III. bestätigten Springiersbach später seinen Besitz im valle martirum. 1211 stiftete der Trierer Erzbischof Johann I. eine ewige Lampe für den Hochaltar. Seit 1212 sind nur noch Augustinerinnen in Martental nachgewiesen.
Wohl ihr recht ansehnlicher Besitz veranlasste Papst Bonifaz VIII., sie unter den besonderen Schutz des Kastorstifts in Karden zu stellen. Das Frauenstift erlangte keine größere Bedeutung. 1515 lebten dort nur noch zwei Chorfrauen. 1523 wurde das Stift von Papst Clemens VII. aufgehoben. Daraufhin zog Springiersbach eigenmächtig dessen Besitz ein, musste sich aber 1541 zum Lesen mehrerer Wochenmessen in Martental verpflichten. Das Siegel des Stifts zeigte eine Kreuzigungsgruppe.
Den Schwestern folgten Einsiedler in das stille Tal. Sie fühlten sich als Hüter des Heiligtums und sorgten für den reibungslosen Ablauf von Wallfahrten. Sie blieben bis zur Zeit der französischen Revolution in Martental. Einer der letzten Einsiedler wurde von französischen Soldaten erschossen. Der Name des Einsiedlers ist nicht bekannt. Die dortige Kapelle stürzte 1817 ein. Das Gnadenbild war in einem nahen Forsthaus in Sicherheit gebracht worden.

### Neuzeit
Der Redemptoristenpater Josef Tillmann kaufte 1905 das Grundstück und errichtete 1908 ein Klostergebäude mit Hauskapelle. Hier stellte er das alte Gnadenbild, eine Pietà, wieder auf. Er hatte sich die seelsorgerische Betreuung der örtlichen Bevölkerung zum Ziel gesetzt und bewirtschaftete das Anwesen mit einigen Laienbrüdern. Er gründete in Martental die Gesellschaft der göttlichen Liebe und gab das Sonntagsblatt Christliche Familie heraus. Als er 1918 starb, erhielten die Laienbrüder den klösterlichen Charakter der Anlage. 1927 übernahm die Priesterbruderschaft Herz-Jesu-Priester aus Sittard das Kloster. Sie erbauten 1934 eine neue Wallfahrtskirche. 1941 bis 1945 wurde die Anlage als Landdiensthof der Hitlerjugend zweckentfremdet. Die Herz-Jesu-Priester bauten das Kloster nach dem Krieg wieder auf. 1960 wurde die neue Kirche geweiht und 1973/74 um die beiden Seitenschiffe, den Turm und den Umgang erweitert. 1975 konsekrierte Weihbischof Alfred Kleinermeilert den Messaltar. Die Wallfahrtsstätte, die am 15. September das Fest der Sieben Schmerzen Mariens als Patronatsfest mit einer Festwoche begeht, erfreut sich nach wie vor regen Zulaufs.

## Gnadenbild
Das Gnadenbild von Maria Martental, eine aus Holz geschnitzte, 78 cm hohe Pietà, ist das Werk eines unbekannten Künstlers aus der Zeit Ende des 15. Jahrhunderts. 1910 musste die Skulptur nach einem Kerzenbrand restauriert werden, wobei wahrscheinlich eine Hand ersetzt wurde. 1935 fasste der Kölner Bildhauer Paul Rautzenberg die Figur in Gold und Silber und schloss den offenen Rückenteil. Viele Jahre war das Gnadenbild auf einem drehbaren Sockel angebracht, damit es sowohl zum Innern der Kirche hin als auch nach außen gezeigt werden konnte, wenn ein Wallfahrtsgottesdienst im Freien stattfand. Seit 1973/74, als das Kirchengebäude nach Osten erweitert wurde, hing die Pietà, inzwischen wieder farbig gefasst, im neu entstandenen Chorbogen frei über dem Messaltar, umgeben von einem Kranz aus stilisierten Rosen mit Reliefs, die die Geheimnisse des Schmerzhaften Rosenkranzes darstellen. Bei der Renovierung der Kirche im Jahr 2004 wurde sie aus Sicherheitsgründen hinter Glas gestellt.